# Pazo de Montesclaros

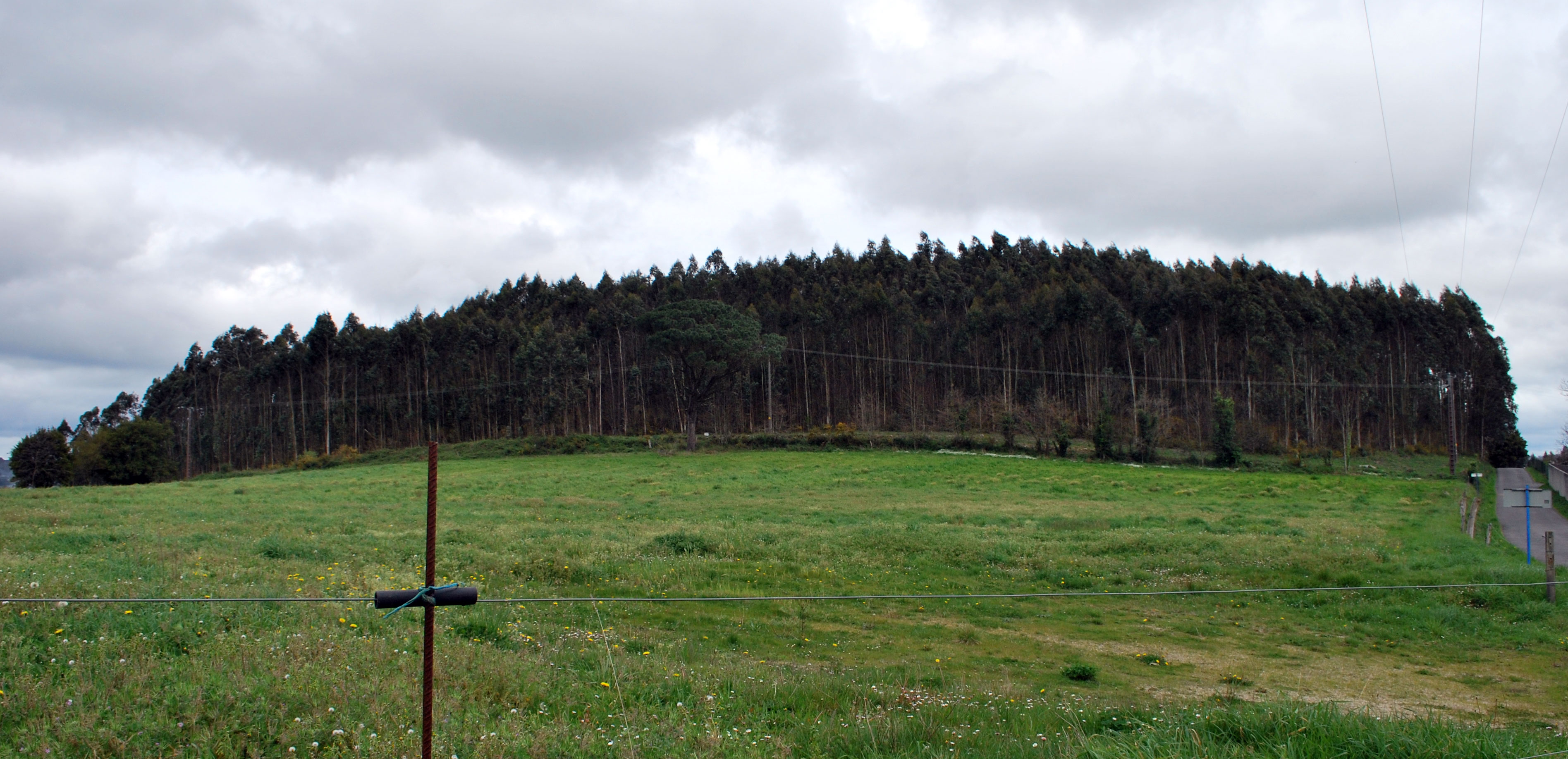
Castro de Montesclaros en Laracha.

El pazo de Montesclaros es una construcción rural situada en el ayuntamiento de Laracha. Está formado por la vivienda, capilla, hórreo, cubierto, palomar y los terrenos ceñidos por un muro de piedra. Frente al pazo hay un crucero.
El edificio principal es de planta rectangular y tiene dos alturas. En el interior del pazo hay una pequeña capilla dedicada a San Xiao, para actos religiosos de la familia.